# Misja Yeti
Misja Yeti (org. Nelly et Simon - Mission Yéti) – kanadyjski film animowany z 2017 roku.

## Fabuła
Młody naukowiec Simon oraz marząca o przygodach detektyw Nelly wyruszą w podróż w Himalaje, by odnaleźć Yeti.

## Oryginalny dubbing
- Sylvie Moreau : Nelly Maloye
- Guillaume Lemay-Thivierge : Simon Picard
- Rachid Badouri : Tensing Gombu
- Alexandrine Warren : Jasmin
- Arthur Holden : Edward Martineau
- Sébastien Benoît
- Lise Castonguay
- Stéphane Crête
- François Trudel